# 李欽 (弘治進士)
李欽（1465年—？），字元肅，龍驤衛官籍，山東濱州人，明朝政治人物。

## 生平
順天府鄉試第五十八名舉人。弘治六年（1493年）中式癸丑科會試第一百七十一名，三甲第一百二十四名進士。八年官吴桥知县。

## 家族
曾祖李福，百戶；祖父李敏，百戶；父李慧，百戶。母石氏。慈侍下。